# Codonanthe devosiana
Codonanthe devosiana là một loài thực vật có hoa trong họ Tai voi. Loài này được Lem. mô tả khoa học đầu tiên năm 1855.